# بیلیبا
بیلیبا (به انگلیسی: Bealiba) یک شهرک در استرالیا است که در ویکتوریا (استرالیا) واقع شده‌است.